# The Diamond Dogs
"The Diamond Dogs" es el octavo episodio de la serie de televisión de comedia dramática deportiva estadounidense Ted Lasso, basada en el personaje interpretado por Jason Sudeikis en una serie de promociones para la cobertura de NBC Sports de la Premier League de Inglaterra. El episodio fue escrito por Leann Bowen y dirigido por Declan Lowney. Se estrenó en Apple TV+ el 18 de septiembre de 2020.
La serie sigue a Ted Lasso, un entrenador de fútbol americano universitario, que es reclutado inesperadamente para entrenar a un equipo ficticio de la Premier League inglesa, el AFC Richmond, a pesar de no tener experiencia como entrenador de fútbol. La dueña del equipo, Rebecca Welton, contrata a Lasso con la esperanza de que fracase como medio para vengarse del anterior dueño del equipo, Rupert, su ex marido infiel. En este episodio, Ted busca orientación después de finalizar su divorcio, mientras que Keeley no está segura de si Roy está realmente interesado en una relación.
El episodio recibió críticas extremadamente positivas de los críticos, quienes elogiaron las actuaciones, el desarrollo de los personajes, la escritura y el tono.

## Trama
El AFC Richmond regresa a casa después de su victoria, con resaca por la celebración, incluido Ted (Jason Sudeikis) después de su aventura de una noche con Sassy (Ellie Taylor). Expresa sus preocupaciones a Beard (Brendan Hunt), Nate (Nick Mohammed ) y Higgins (Jeremy Swift).
Keeley (Juno Temple) le pregunta a Roy (Brett Goldstein) sobre el beso, pero él lo ignora. Cuando Jamie (Phil Dunster) la visita, ella tiene relaciones sexuales con él, lo que molesta a Roy. Roy le pregunta a Ted sobre la situación, por lo que Ted llama a los "Perros Diamante" (Barba, Nate y Higgins) para pedirles consejo. Señalan que, como Roy nunca tuvo una relación con Keeley, debe actuar con madurez. Esto impulsa a Roy a abrirse a Keeley y decirle que está interesado en una cita con ella. Mientras caminan hacia la cena, un paparazzo los fotografía besándose, por lo que Roy le roba su tarjeta de memoria.
Ted acompaña a Rebecca (Hannah Waddingham) a un pub para una reunión con dos propietarios de clubes pertenecientes a minorías. Allí, se encuentran con Rupert (Anthony Head), quien revela que acaba de comprometerse con su nueva novia, Bex. Rupert también revela que Bex ha comprado las acciones de los otros copropietarios del club, lo que le permitirá a Rupert recuperar la propiedad cuando se casen. Ted hace una apuesta con Rupert sobre un juego de dardos: si Rupert gana, puede controlar las alineaciones durante dos juegos, y si Ted gana, Rupert no puede acercarse al palco de los propietarios. Ted gana el juego fácilmente, se queda con un pez grande y comparte una historia sobre cómo la gente siempre lo ha subestimado, criticando indirectamente a Rupert por su arrogancia.
De regreso a la oficina, Higgins le dice a Rebecca que hay 10.000 asientos sin vender para el último partido de la temporada, que podrían ser ocupados por los seguidores del equipo rival, pero Rebecca sigue decidida a arruinar el club para castigar a Rupert. Harto, renuncia y se marcha furioso. Entonces entra Keeley y le dice a Rebecca que, gracias a la tarjeta de memoria, ella y Roy saben que Rebecca contrató al paparazzi que fotografió su encuentro con Ted. Ella le dice a Rebecca que se lo cuente a Ted, o lo hará ella.

## Desarrollo

### Producción
El personaje de Ted Lasso apareció por primera vez en 2013 como parte de la promoción de NBC Sports de su cobertura de la Premier League, interpretado por Jason Sudeikis.  En octubre de 2019, Apple TV+ encargó una serie centrada en el personaje, con Sudeikis retomando su papel y coescribiendo el episodio con el productor ejecutivo Bill Lawrence.  Sudeikis y sus colaboradores Brendan Hunt y Joe Kelly comenzaron a trabajar en un proyecto alrededor de 2015, que evolucionó aún más cuando Lawrence se unió a la serie.  El episodio fue dirigido por Declan Lowney y escrito por Leann Bowen. Este fue el segundo crédito como director de Lowney y el primer crédito como guionista de Bowen para el programa. 

## Reseñas críticas
"The Diamond Dogs" recibió críticas extremadamente positivas de los críticos. Gissane Sophia de Marvelous Geeks Media escribió: "'The Diamond Dogs' es todo lo que un episodio de primera debe ser, y es el mejor tipo de sorpresa que este programa tiene para ofrecer. Su enfoque temático en la curiosidad y la conversación le aporta un peso exquisito a este programa; es por eso que es tan especial". 
Mads Lennon de FanSided escribió: "El episodio comienza después del partido de visitante del Liverpool y las celebraciones que duraron toda la noche, todos están sufriendo una resaca o lidiando con las consecuencias de sus acciones. Ted lucha por descubrir cómo se siente después de su aventura de una noche con Sassy, Rebecca echa al camarero sexy de su habitación y Nate duerme dentro del autobús para asegurarse de que no se lo pierda".  Daniel Hart de Ready Steady Cut le dio al episodio una calificación de 4 estrellas de 5 y escribió: "El episodio continúa la buena racha de capítulos mientras Ted tiene un momento destacado en defensa de Rebecca". 